# Milichia canariensis
Milichia canariensis är en tvåvingeart som beskrevs av Becker 1907. Milichia canariensis ingår i släktet Milichia och familjen sprickflugor.
Artens utbredningsområde är Kanarieöarna. Inga underarter finns listade i Catalogue of Life.